# Kisko
Kisko è stato un comune finlandese di 1 873 abitanti, situato nella regione del Varsinais-Suomi. Il comune è stato soppresso nel 2009.